# Excelsior Motor Manufacturing & Supply Company

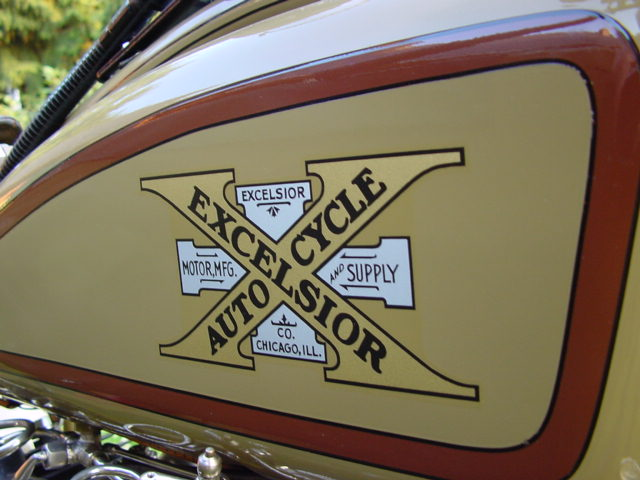
Excelclsior logo på tank

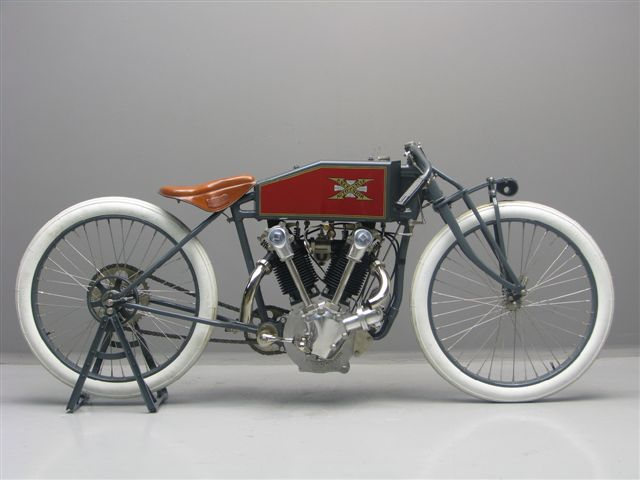
1919 Exelcior racer

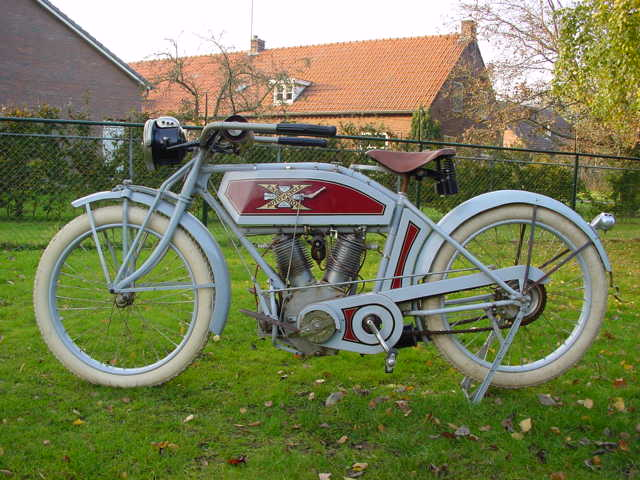
1914 Excelsior

Excelsior Motor Manufacturing & Supply Company var en amerikansk motorcykeltillverkare verksam i Chicago från 1907 till 1931. Företaget köptes upp av Ignaz Schwinn, föreståndare för cykeltillverkaren Arnold, Schwinn & Co. 1912. Henderson Motorcycle Company blev en division inom Excelsior när Schwinn köpte upp Henderson 1917. 1928 var Excelsior USA:s tredje största motorcykeltillverkare efter Indian och Harley-Davidson. Den stora depressionen fick Schwinn att besluta om att lägga ner Excelsiors verksamhet i september 1931.

## Excelsior Super X
Excelsior släppte modellen Super X 1925. Den var amerikas första motorcykel med en V-twin på 45 kubiktum (737 cc). Den var en konkurrent till den mindre Indian Scout. Som svar på Super X popularitet, ökade Indian först Scoutens slagvolym till 45 kubiktum (737 cc), för att sedan introducera den nya modellen Indian 101 Scout.  Harley-Davidson tog fram en ny motorcykel, Model D, också den på 45 kubiktum (737 cc).

## Produktionen upphör
Som en följd av börskraschen 1929 och den påföljande depressionen sjönk motorcykelförsäljningen dramatiskt, och sommaren 1931 sammankallade Schwinn sina avdelningschefer till ett möte. Utan förvarning meddelade han dessa att tillverkningen skulle upphöra. Schwinn trodde att depressionen skulle kunna fortsätta i upp till åtta år, och även fördjupas. Trots fulla orderböcker, beslöt han att fokusera på kärnverksamheten, alltså att tillverka cyklar. All motorcykeltillverkning upphörde i september samma år.